# Pandanus soboliferus
Pandanus soboliferus är en enhjärtbladig växtart som beskrevs av Benjamin Clemens Masterman Stone. Pandanus soboliferus ingår i släktet Pandanus och familjen Pandanaceae. Inga underarter finns listade.